# Błaszki
Błaszki  (deutsch Schwarzau, 1943–1945 Schwarzau (Wartheland)) ist eine Stadt in Polen in der Wojewodschaft Łódź. Sie ist Sitz einer Stadt- und Landgemeinde im Powiat Sieradzki.

## Geschichte
Die erste Erwähnung des Ortes stammt aus dem Jahre 1386, als es bereits eine Pfarrei gab. Das Recht auf das Abhalten von Wochenmärkten erteilte Johann II. Kasimir Błaszki am 1. März 1652. Das Stadtrecht folgte 1722. Mit der zweiten Teilung Polens wurde der Ort 1793 Teil Preußens. Im selben Jahr sind auch erstmals Juden im Ort nachweisbar. Mit der Entstehung des Herzogtums Warschau wurde der Ort 1807 Teil desselben und 1815 Teil Kongresspolens. 
Vor dem Zweiten Weltkrieg gab es in der Stadt etwa 5700 Einwohner, von denen die Hälfte jüdisch war. Nach dem Einmarsch der Wehrmacht im September 1939 wurden diese verschleppt und größtenteils ermordet.

## Gemeinde
Die Stadt- und Landgemeinde Błaszki besteht neben dem gleichnamigen Hauptort aus 55 Ortsteilen (deutsche Namen bis 1945) mit einem Schulzenamt:
| Adamki (Adamsfelde) Borysławice (Karlsdorf) Brończyn (Rolfsrode) Brudzew Bukowina (Buchenwalde) Chabierów (Schabach) Chrzanowice (Schwarzenort) Cienia Wielka Domaniew (Domau) Garbów (Garbo) Golków Gorzałów Gruszczyce (Gruschütz) Grzymaczew Gzików (Windberg) Jasionna Kalinowa (Kalinhall) Kamienna (Steinfelde) | Kamienna-Kolonia Kije Kobylniki Kołdów (Koldau) Korzenica (Korzen) Kwasków (Karlsbach) Lubanów Łubna-Jakusy Łubna-Jarosłaj Maciszewice (Maschfeld) Marianów Morawki (Mora) Nacesławice (Nareslau) Niedoń Nowy Stok (Kolonie Deutsch Stock, Stockfelde) Orzeżyn (Osmin) Romanów | Równa Sarny Sędzimirowice (Semewitz) Skalmierz (Kalmerda) Smaszków Stok Polski (Stockhausen) Sudoły Suliszewice (Sulis) Włocin Włocin-Kolonia Wojków Wójcice (Wogesen) Wrząca Zawady (Stören) Żelisław (Debitsch) Żelisław-Kolonia |

Weitere Ortschaften der Gemeinde sind Brzozowiec (Klettenhagen), Kąśnie, Kokoszki, Kopacz, Kostrzewice (Köstritz), Kwasków-Kolonia, Marianów, Pęczek, Wilczkowice und Zaborów.

## Sehenswürdigkeiten
- Kirche der Heiligen Anna, die 1779 bis 1789 errichtet wurde
- Wohnhäuser aus dem 18./19. Jahrhundert
- Bahnhof von 1905